# Vila Bělín

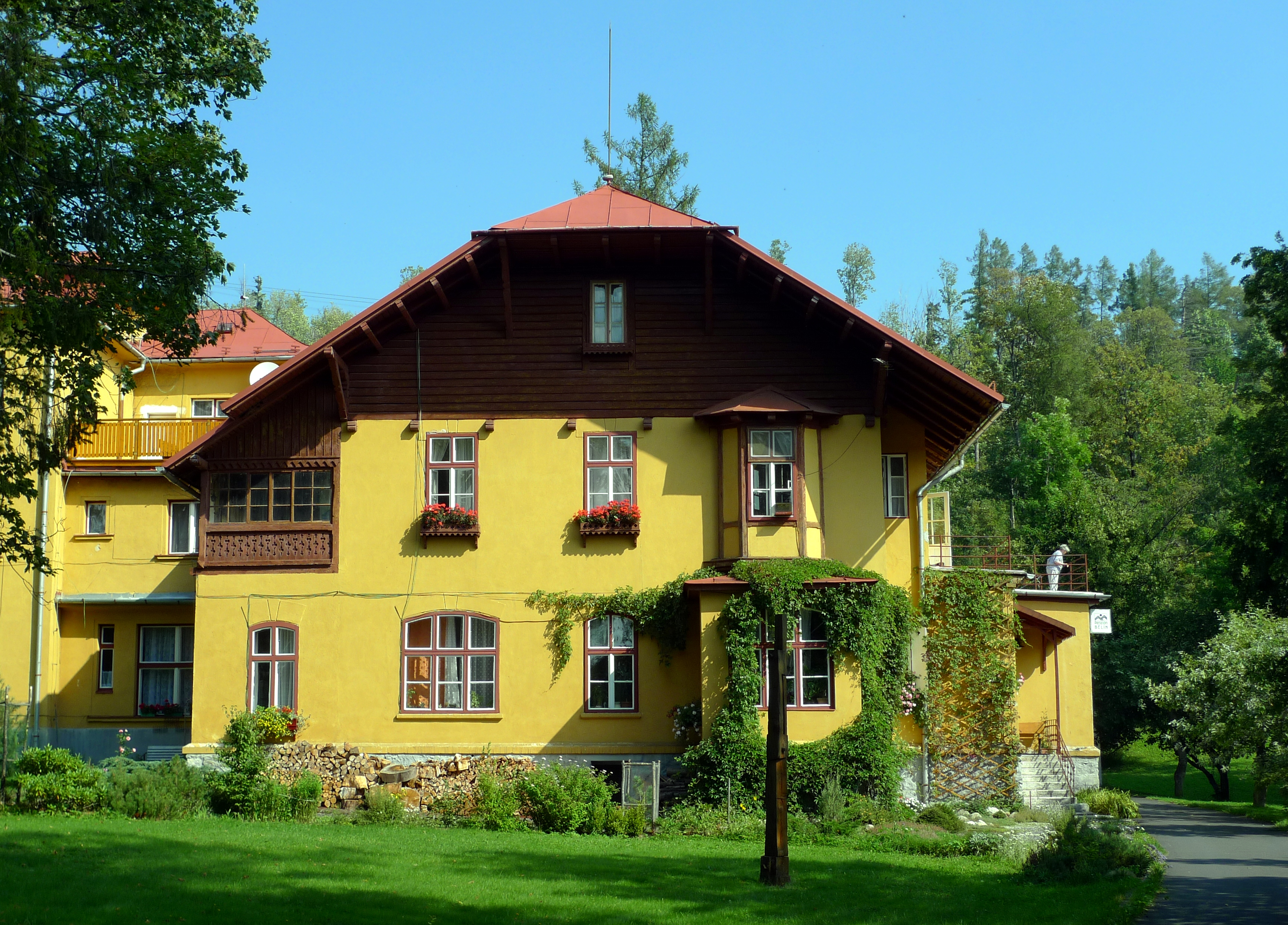
Historická budova postavená pro rod Pejácsevichů

Vila Bělín je historickou budovou, která stojí v Tatranské Lomnici ve slovenských Vysokých Tatrách. V současnosti je využívána jako turistický penzion.

## Historie Vily Bělín
Vila Bělín byla postavena před rokem 1895 pro uherského barona Károly Pejácseviche a baronku Jolánu Pejácsevich (nar. 1859 v Budapešti, zemř. 1932 tamtéž, členka významného šlechtického rodu s původem z bulharského města Čiprovci).
V roce 1925 vilu prodala za 45 000 Kč podnikatelce z pražského Smíchova Boženě Bělínové. Po rekonstrukci zanedbané vily a dostavbě západního křídla zde v roce 1931 společně se svým manželem MUDr. Františkem Bělínem otevřeli penzion s ozdravovnou.
V roce 1952 byla vila Bělín znárodněna a předána do užívání Státní zdravotní správě. Až do restituce na začátku 90. let 20. století zde byla podniková ubytovna pro zaměstnance Interhotelů.